# Дора Крстулович
Дора Крстулович (нар. 19 червня 1981) — колишня хорватська тенісистка.
Найвищу одиночну позицію світового рейтингу — 373 місце досягла 1 березня 1999 року.

## Фінали ITF

### Одиночний розряд: 1 (0-1)
| турніри $25,000 |

| Результат | Ранг | Дата           | Турнір           | Покриття | Суперниця     | Рахунок       |
| --------- | ---- | -------------- | ---------------- | -------- | ------------- | ------------- |
| Поразка   | 1.   | 6 вересня 1998 | Манаус, Бразилія | Тверде   | Ванесса Менга | 6–1, 1–6, 2–6 |